# Bahamatrupial
Der Bahamatrupial (Icterus northropi) ist eine seltene Vogelart der Gattung der Trupiale (Icterus) aus der Familie der Stärlinge (Icteridae). Früher war er auf den Bahamas-Inseln Abaco und Andros heimisch, heute kommt er nur noch auf Andros mit Sicherheit vor. Das Artepitheton ehrt den US-amerikanischen Naturforscher John Isaiah Northrop (1861–1891), der diese Art 1890 entdeckt hat.

## Merkmale
Der Bahamatrupial erreicht eine Größe von 20 bis 22 cm. Beim Männchens sind der Bereich vom Kopf bis zur Oberbrust sowie Rücken, Flügel und Schwanz überwiegend schwarz. Der Bürzel, die kleinen und mittleren Oberflügeldecken (Epauletten), die Unterseite unterhalb der Oberbrust und die Unterflügeldecken sind gelb. Die äußeren Schwanzfedern sind durch kleine weiße Spitzen gekennzeichnet. Die Iris ist dunkelbraun, der Schnabel schwarz, die basale Hälfte des Unterschnabels und die Beine sind blaugrau. Das Weibchen ähnelt dem Männchen, das Rückengefieder ist jedoch matter und heller.

## Lebensraum
Der Bahamatrupial ist ein Standvogel und bewohnt offene Wälder und Saumhabiate. Häufig ist eine starke Bindung an Palmen zu beobachten, die Ausbreitung in menschliche Siedlungen war offenbar vor allem durch die verbreitete Anpflanzung von Kokospalmen möglich. Die Art bewohnt zudem als Niederwald bewirtschafte Laubwälder, auch gemischte Bestände aus Kiefern und Niederwald. 

## Lebensweise
Die Nahrung ist weitgehend unbekannt. Vermutlich besteht sie aus Nektar, Früchten und Gliederfüßern. Die Brutzeit liegt hauptsächlich zwischen Februar und Juli. Das hängende Nest wird aus Pflanzenfasern, hauptsächlich Palmenfasern, errichtet. Häufig wird es an der Unterseite von Palmwedeln oder an den Blättern der Bäume befestigt.

## Gefährdung
Ehemals ein häufiger Vogel auf den Bahamas, wurde der Bahamatrupial 2011 von BirdLife International in die Kategorie „vom Aussterben bedroht“ (critically endangered) eingestuft. Anfang der 1990er-Jahre wurde er zuletzt auf Abaco gesichtet, wo er heute aus unbekannten Gründen verschwunden ist. 2009 zählte man auf Andros einen Bestand von nur 127 bis 257 Exemplaren, dessen Reproduktionsrate zudem extrem niedrig ist. 
Ein großes Problem stellt die „tödliche Vergilbung“ (Lethal Yellowing) einer großen Vielzahl von Palmenarten dar. Diese Phytoplasmose, die vermutlich durch die Zikadenart Haplaxius crudus übertragen wird, führte bereits zum Absterben der Kokospalmenbestände auf North Andros Island. An anderen Stellen auf Andros sind die Palmenbestände gesund und die Siedlungsdichte des Bahamatrupials ist höher. Eine weitere Gefährdung geht vom Glanzkuhstärling (Molothrus bonariensis) aus, der beim Bahamatrupial Brutparasitismus betreibt.

## Systematik
Der Bahamatrupial galt lange als Unterart des Hispaniolatrupials (Icterus dominicensis). Studien des Verhaltens, der Lautäußerungen, der Genetik und der Morphologie führten jedoch dazu, dass der Bahamatrupial seit 2010 den Status einer eigenständigen Art besitzt. Der Bahamatrupial ist nahe mit dem Kubatrupial (Icterus melanopsis) verwandt. Die Sequenzabweichung in der Mitochondrialen DNA (mtDNA) zwischen den beiden Arten ist gering und beträgt nur 0,7 Prozent, jedoch gibt es Abweichungen in der Gefiederfärbung.